# Partido judicial de Granadilla de Abona
El partido judicial de Granadilla de Abona es uno de los 19 partidos judiciales en los que se divide la comunidad autónoma de Canarias , siendo el partido judicial n.º 1  de la provincia de Santa Cruz de Tenerife y uno de los 12 partidos judiciales de dicha provincia.
El ámbito territorial, que viene regulado por el Real Decreto 529/1983, de 9 de marzo, comprende los municipios de :
Arico, Granadilla de Abona, San Miguel de Abona y Vilaflor de Chasna